# Адинатон
Адинатон (дав.-гр. ἀδύνατον — «неможливе», від ἀ- «без» + δύνασθαι «я здатний, маю сили») — стилістична фігура, в якій важке порівнюється з неможливим на користь останнього, різновид гіперболи. Наприклад:
«Верблюдові легше пройти через голчине вушко, ніж багатому в Боже Царство ввійти!"

## Визначення
У античних авторів адінатон позначає такий спосіб аргументації, коли проти одного стану речей надається перевага вказанню на можливий доказ, згідно з яким будь-яке протилежне висловлювання втрачає силу. У латинській мові адінатон позначається словом лат. impossibilia.
Іноді використовується у значенні «висловлення неможливості висловити», висловлення «неможливості адекватно висловитися з теми».
У пізніших риториках цей прийом зближувався з поняттями парадоксу, перифрази та гіперболи, які при взаємних відмінностях вказували на дещо ускладнювальне або спростувальне відоме апеляцією до уявного та бажаного замість дійсного.
Німкеня Ренате Лахман, філолог та історик культури, стверджує, що адінатон підпадає разом з алогізмом, атопоном (atopon — нісенітний, абсурдний), порушенням загальноприйнятого погляду (topara ten doxan) і порушенням правдоподібності (to para to eikos) під визначення терміна pseudos (вигадка, брехня), який при цьому набуває статусу поетологічного терміна.

## Різновиди
Існує два різновиди адінатону:
- вживаніша порівняльна форма, наприклад:

Скоріш  повітря ти мечем  пораниш,
Ніж плоть мою.— Шекспір «Макбет»
- менш поширена непорівняльна форма:

Берлом клянуся оцим, що ні пагілля вже, ані листя
Більш не зростить, давно колись з кореня зрубане в горах,
Не розцвіте вже ніколи, бо міддю обстругано з нього
Листя і кору; — Гомер «Іліада» (234—237)
Крім того, до адінатону також іноді відносять опис неможливого взагалі (неможливі завдання у казках, фантастичний сюжет тощо).

## Вживання
Адінатон використовується майже в усіх літературних жанрах: у прозі (наприклад, у сюрреалістичних романах), у поезії (з атичних часів, зокрема у Вергілія, потім особливо у дадаїстів) і драмі. Також явище поширене у розмовній мові.

Адінатон широко вживався як літературний і риторичний прийом за античних часів, напр.: 
Годину точну тобі сказати неможливо, легше філософів погодити, ніж годинники.
Оригінальний текст (лат.)
Horam non possum certam tibi dicere, facilius inter philosophos quam inter horologia conveniet.
— Сенека
...I перше олéнь піде пастись в повітря,
Море раніше всі викине риби на піски безвідні,
Парфи із жизних долин приблукають раніше до Рейну,
А напівдикий германець Євфратові питиме води,
Аніж у серці моїм захитається образ владики.— Вергілій «Буколіки» (I 59-63)

Приклад із літератури Відродження: 
Будь я вогнем, весь світ був спопелив би,
Будь вітром я, розвіяв би на порох.
Оригінальний текст (італ.)
S’i’ fosse foco, arderei ’l mondo;
 s’ i’ fosse vento, lo tempesterei;
— Чекко Анджольєрі (XIII ст.)

В. Шекспір (XVI ст.): 
Скоріше виросте борода в мене на долоні, ніж у нього на лиці.
Оригінальний текст (англ.)
I will sooner have a beard grow in the palm of my hand than he shall get one of his cheek
— В. Шекспір «Генріх IV, частина друга» (1.2.20-22)
Не можу говорити на цю тему, 
Це зупиняє, забагато радості
Оригінальний текст (англ.)
I cannot speak enough of this content;
It stops me here; it is too much of joy.
— В. Шекспір «Отелло, венеціанський мавр» (2.1.196-97)
XIX століття: 
[про дитячі вигадки]
Я бачив сов з боязню темряви
Та риб з водобоязню...— Генрік Ібсен «Бранд» (1865)

### Усталені вирази
У багатьох мовах існують адінатонічні ідіоми зі значенням «ніколи»:
- В українській мові[ідіома 1][ідіома 2][ідіома 3][ідіома 4] (замість як у виразах можуть вживатися доки, коли, поки, швидше):
  - Як рак [у полі] свисне.
  - Як рак на дуба вилізе та й свисне.
  - На Брія, як рак свисне.
  - Як на долоні волосся проросте (виросте).
  - Як на камені пшениця вродить.
  - Як сова світ уздрить.
  - Як свиня на небо гляне.
  - Як у курки зуби виростуть.
  - Як п'явка крикне.
  - Як дві неділі разом зійдуться.
  - Як виросте трава на помості.
  - Після дощику в четвер.
  - На турецький Великдень.
  - На Миколи та й ніколи.
  - На кінський Великдень.

- В білоруській мові — калі рак свісне ‘коли рак свисне’[ідіома 5]

- У сербській — Кад на врби роди грожђе та хорватській — kad na vrbi rodi grožđe ‘коли на вербі виноград уродить’[ідіома 6]

- У болгарській мові — когато цъфнат налъмите ‘коли клоги зацвітуть’ та когато върбата роди круши ‘коли верба родить груші’[ідіома 7]

- У російській мові — когда рак [на горе] свистнет ‘коли рак на горі свисне’[ідіома 8] та после дождика в четверг ‘після дощику в четвер’[18]

- В англійській — When pigs fly ‘коли свині полетять’[ідіома 9] та Not before Hell freezes over ‘не раніше, ніж пекло заморозиться’[ідіома 10]

- У німецькій мові — Wenn Schweine fliegen könnten ‘коли свині зможуть літати’ та Wenn Ostern und Weihnachten zusammenfallen ‘коли збігаються Пасха та Різдво’[ідіома 11], також вживається день вигаданого святого Sankt Nimmerlein[de](нім.): am St. Nimmers Tag, am Sankt-Nimmerleins-Tag, am Nimmerleinstag, auf den Nimmermehrstag ‘у день Святого Взагалі-Ніколи’ — ім‘я «святого» утворене від південнонімецького слова nimmer ‘ніколи’.

- У нідерландській мові — Als Pasen en Pinksteren op één dag vallen ‘коли пасха і трійця будуть в один день’[ідіома 12]

- У шведській мові — två torsdagar i veckan ‘два четверги на тиждень’[ідіома 13]

- У латині — ad kalendas graecas ‘до грецьких календ’.

- В італійській мові — Quando gli asini voleranno ‘коли віслюки полетять’[ідіома 14]

- У французькій мові — quand les poules auront des dents ‘коли у курей зуби виростуть’[ідіома 15]

- В іспанській мові — cuando las vacas vuelen ‘коли корови полетять’[ідіома 16] та cuando las ranas crien pelo ‘коли у жаби волосся виросте’[ідіома 17]

- У португальській мові — quando as galinhas tiverem dentes ‘коли у курчат зуби виростуть’[ідіома 18]
- У румунській мові — La Pastele Cailor ‘на кінську пасху’[ідіома 19]

- У латиській мові — Kad pūcei aste ziedēs ‘коли у сови хвіст зацвіте’(?)[ідіома 20]

- У турецькій мові — balık kavağa çıkınca ‘коли риба полізе на тополі’[ідіома 21]

- В угорській мові — majd ha piros hó esik ‘коли сніжитиме червоним’[ідіома 22]

- У фінській мові — kun lehmät lentävät ‘коли корови полетять’ чи kun lipputanko kukkii ‘коли флагшток зацвіте’[ідіома 23]

- У малайській мові — Tunggu kucing bertanduk ‘коли у котів роги виростуть’[ідіома 24]

- У мові Малаялам — Veluttha Kaakka Malarnnu Parannaal ‘коли біла ворона летітиме догори ногами’[ідіома 25] чи Kozhikku mula vannal ‘коли в курки груди виростуть’[ідіома 26]